# 오웨인 요먼
오웨인 요먼(Owain Yeoman, 1978년 7월 2일 ~ )은 웨일스의 배우이다. 드라마 멘탈리스트의 웨인 리그스비 역할로 잘 알려져 있다.

## 출연 작품
- 2020년 《더 보이 2: 돌아온 브람스》 - 션 역